# Suncus fellowesgordoni
Suncus fellowesgordoni är en däggdjursart som beskrevs av Phillips 1932. Suncus fellowesgordoni ingår i släktet Suncus och familjen näbbmöss. IUCN kategoriserar arten globalt som starkt hotad. Inga underarter finns listade i Catalogue of Life.
Arten är bara känd från en mindre bergstrakt på Sri Lanka. Den lever där i regioner mellan 1100 och 2500 meter över havet. Habitatet utgörs av fuktiga bergsängar och bergsskogar. Individerna är aktiva mellan skymningen och gryningen. De går främst på marken.